# Carmen (1984)
Carmen is een Frans-Italiaanse muziekfilm uit 1984, gebaseerd op de gelijknamige opera en geregisseerd door Francesco Rosi. De film werd genomineerd voor een Golden Globe voor beste buitenlandse film.

## Verhaal
De film speelt zich af in de Spaanse stad Sevilla in 1830. De cavalerist Don José wordt verliefd op de aantrekkelijke fabrieksarbeidster Carmen. Zij wijst hem echter af. Don José wordt jaloers en dat heeft dramatische gevolgen.

## Rolverdeling
| Acteur               | Personage     |
| -------------------- | ------------- |
| Julia Migenes        | Carmen        |
| Plácido Domingo      | Don José      |
| Ruggero Raimondi     | Escamillo     |
| Faith Esham          | Micaëla       |
| François Le Roux     | Moralès       |
| John-Paul Bogart     | Zuñiga        |
| Susan Daniel         | Mercédès      |
| Lillian Watson       | Frasquita     |
| Jean-Philippe Lafont | Dancaïre      |
| Gérard Garino        | Remendado     |
| Julien Guiomar       | Lillas Pastia |
| Accursio Di Leo      | Gids          |
| Maria Campano        | Manuelita     |
| Cristina Hoyos       | Danser        |
| Juan Antonio Jiménez | Danser        |